# Ojāra Vācieša iela
Ojāra Vācieša iela est une rue à Rīga en Lettonie.

## Présentation
La rue Ojāra Vācieša traverse les quartiers de Torņakalns et Bieriņi de la banlieue de Zemgale. 
La rue Ojāra Vācieša commence à l'intersection avec le boulevard Uzvaras bulvāris et se termine à Bieriņi, à l'intersection avec la rue Tēriņu iela et la rue Vecmoku iela. 
La ligne ferroviaire Rīga-Tukums et la rue Kārļa Ulmaņa gatve divisent aujourd'hui la rue en trois sections qui ne sont pas reliées entre elles pour la circulation routière. 
La longueur totale de la rue est de 2 750 mètres et elle est composée de 2 voies de circulation.

## Bâtiments et parcs
La ligne de tramway 10 et plusieurs lignes de bus empruntent la rue Ojāra Vācieša. 
La rue longe le parc de la Victoire et le parc d'Arcadie.
Elle traverse deux fois le rivière Mārupīte et passe près de l'étang Māras dīķis (lv). 
La rue Ojāra Vācieša est bordée de bâtiments résidentiels et de bâtiments publics, dont l'école de football de Riga (Uzvaras Bulvārī 10), le stade Jānis Skredeļs (rue O. Vācieša 2), l'Institut de biologie de l'Université de Lettonie (lv) (O . Vācieša 4), le musée Ojāra Vācieša (lv) (O. Vācieša 19), le musée Jānis Akuraters (lv) (O. Vācieša 6A).

## Étymologie
La rue porte le nom du poète Ojārs Vācietis, qui a habité dans cette rue.

## Galerie

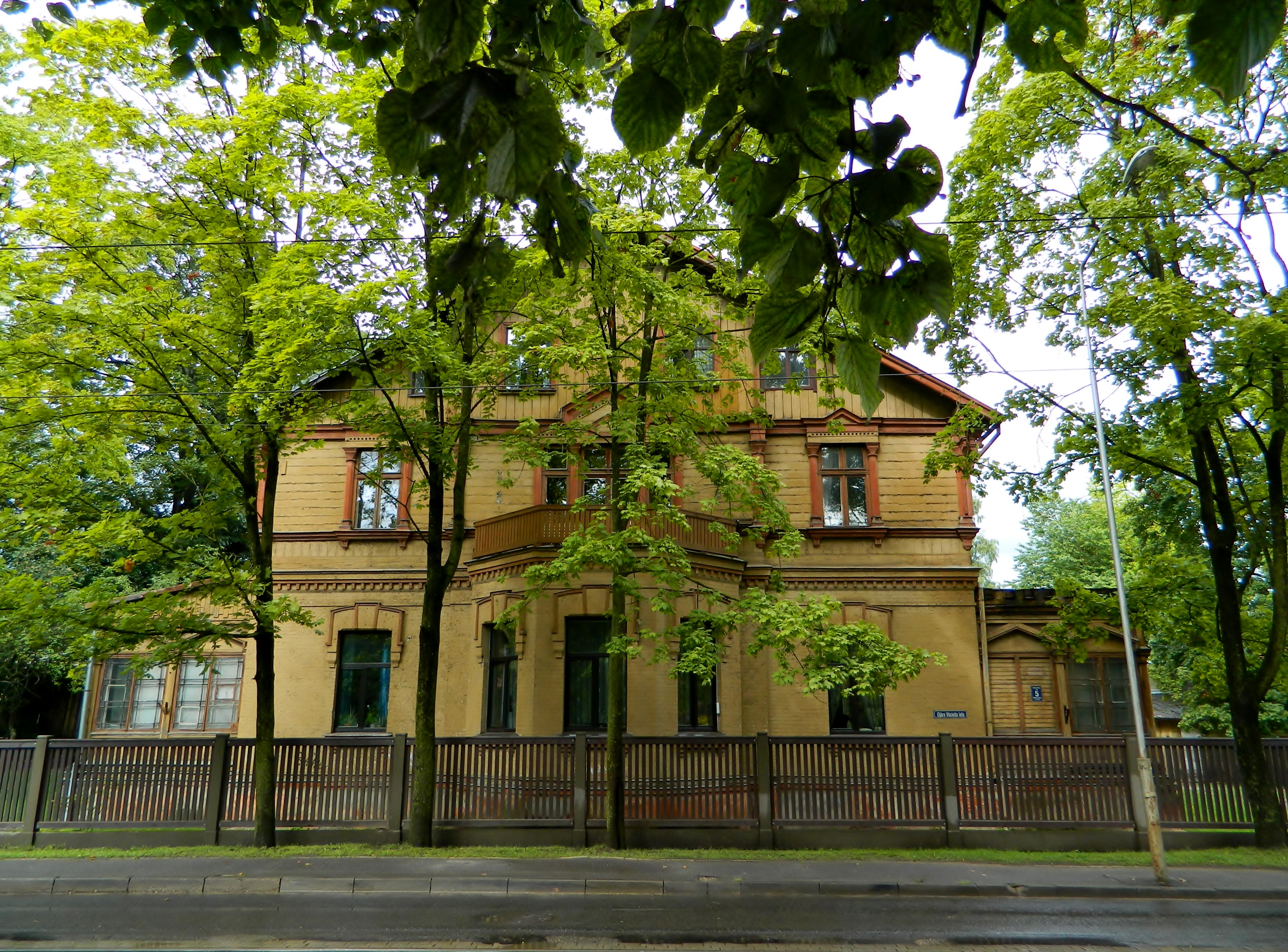
Ojāra Vācieša iela 5.
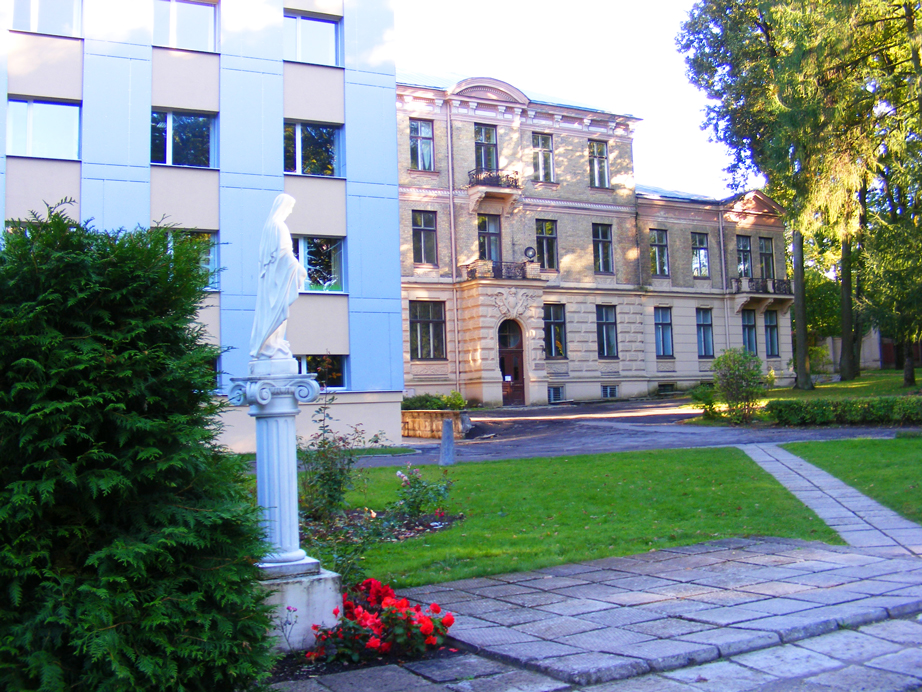
Ojāra Vācieša iela 6.
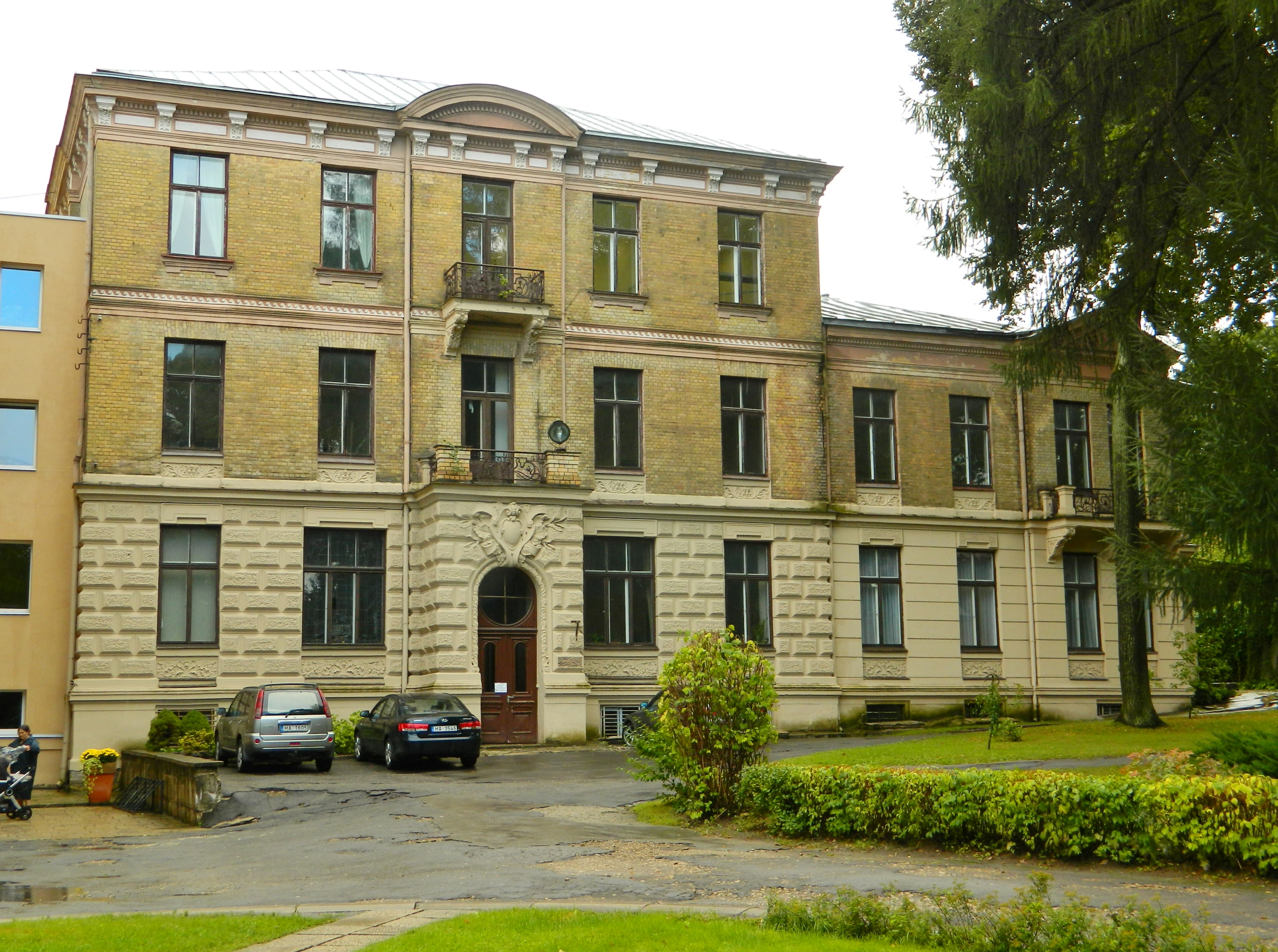
Ojāra Vācieša iela 6.
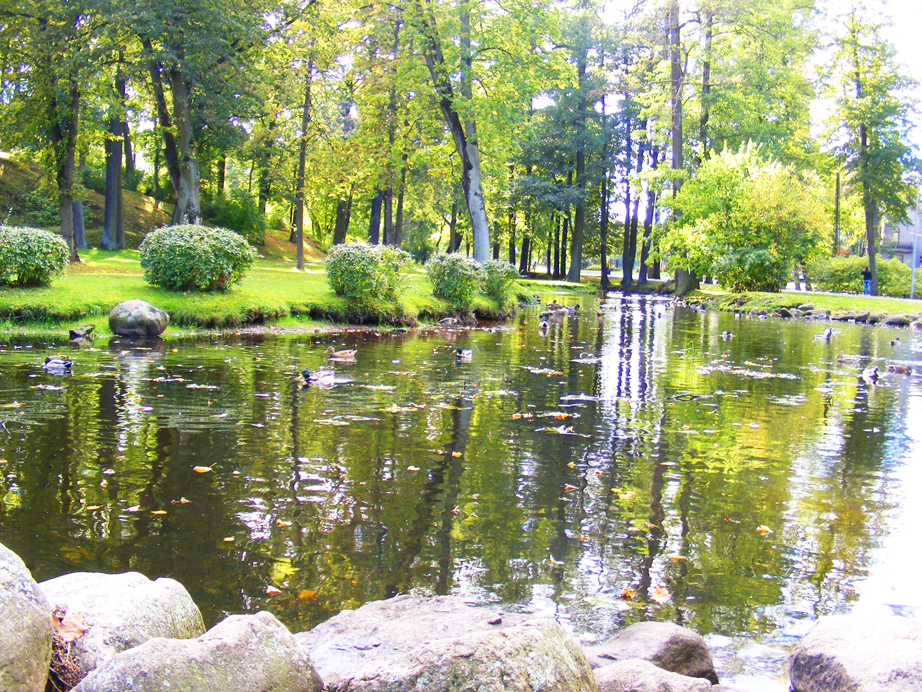
Parc d'Arcadie.